# Nacionalisme canari

Bandera tricolor canària adoptada per tots els partits nacionalistes canaris

Nacionalisme canari és un corrent ideològic que pretén la consideració de les Illes Canàries com a nació. Al llarg de la seva història, el terme ha estat usat per diversitat de moviments polítics d'un ampli espectre: des de moviments independentistes fins a altres moviments més moderats partidaris del federalisme dintre d'Espanya, passant per regionalistes o simplement autonomistes. Inclou també moltes tendències polítiques i socials, però tradicionalment les organitzacions d'esquerra són les més reivindicatives.

## Períodes d'autogovern a Canàries
Els canaris van perdre la seva independència per la força quan fou instaurat en el seu lloc un règim de senyoria a la majoria de les illes. En els últims anys de la Conquesta de Canàries, exactament el 30 de maig de 1481, Tenesor Semidan, capdavanter grancanari (batejat com a Fernando de Guanarteme) va signar la Carta de Calatayud amb Ferran II d'Aragó. Aquesta carta establia la creació d'un Reyno de Canarias que s'integraria en el conjunt de regnes que després donaran forma a l'estat espanyol.
La carta establia també els drets i deures dels canaris, organitzats en el que es va anomenar el "fur de Canàries" i alguns dels seus punts destacables eren:
- El repartiment de terres i altres mitjans de producció entre els canaris.
- Manteniment dels "títols nobiliaris" entre els canaris.
- Existència d'una fiscalitat diferenciada.
- Existència de milícies canàries.
- El dret de placet pel que fa a les lleis estatals.
- L'encunyació de moneda pròpia fins a 1776
- La possibilitat de comerciar independents del monopoli comercial espanyol, fins i tot amb Anglaterra, principal adversari d'Espanya en l'època, comptant amb delegats comercials aliens al mateix monopoli espanyol.
- Manteniment de rols socialment rellevants per part de les dones canàries en temes socials (com va ser el cas d'Inés Chemida) o en temes legals (com va ser el cas de María de Güímar) o en temes de successió.
- Manteniment de normes civils maga com el dret de separació de les dones.
- Reclamació dels drets per part dels canaris davant els tribunals.
- Cobrament de deutes dels canaris als colons com es pot veure en l'herència de Fernando Tacoronte.

En principi només formava part del pacte l'illa de Gran Canària, però les altres illes l'anaren acceptant segons creixia el descontentament amb el règim senyorial establert immediatament després de la conquesta. El Fur de Canàries, basat en la carta i en posteriors tractats d'integració, creava uns organismes, a diferents nivells, tals com els Cabildos insulares, l'Audiència de Canàries o el Bisbat, per a fer efectiu el fur abans esmentat. La Carta va ser passada sovint per alt per les autoritats centrals, el que va comportar alguns aixecaments i actes de rebel·lia: 
- Aixecament d'Ichasagua el 1502.
- Manteniment de poblats i assentaments tradicionals canaris en contra de les pretensions dels colons.
- L'assalt del Cabildo de Tenerife i la crema del cens fiscal de Fernández de Lugo.
- Aixecament d'Agüimes para evitar el robatori de les terres en explotació per i per als canaris per part de colons espanyols.
- L'execució de l'Intendent Ceballos en 1720, en Santa Cruz de Tenerife.
- Aixecament a La Aldea en 1770 per les rompudes de terres.
- Aixecaments en 1778 per l'explotació de les terra en Arico, Chasna i La Aldea.

El buit legal i administratiu va permetre, però, l'esclavitud fins ben entrat el segle xvi. Un altre dels punts negatius del pacte era l'"impost de sang" que obligava a alguns canaris a repoblar les terres conquistades a Amèrica, la qual cosa a la llarga crearia un vincle amb Amèrica del Sud i que duria a la participació de canaris i descendents de canaris en les guerres d'independència d'aquests territoris, sobretot a Cuba. Aquesta imposada de sang va existir com a contrapartida a l'excepció Canària al monopoli de la Casa de la Contractació. En el marc de la política mercantilista de la Corona, tot el comerç d'Europa amb les colònies americanes estava monopolitzat per la Casa de la Contractació i subjecte a un estricte control, llevat a Canàries, que podia comerciar lliurement amb Amèrica; això va convertir a l'arxipèlag en un enclavament fonamental del comerç internacional, i va suposar a més que la vinculació econòmica de Canàries amb Anglaterra fos més forta que amb la resta dels territoris de la Corona. La excepcionalidad canària, òbviament, va comptar amb l'oposició de la Casa de la Contractació, però la burgesia i els sectors econòmicament acomodats sorgits a la calor del comerç van saber jugar amb l'apetència d'altres potències per un territori amb una posició geoestratègica com Canàries, i el temor de la Corona a perdre Canàries a mans d'una potència estrangera.
Les garanties d'autogovern es van anar difuminant al llarg del segle xviii i ja en el segle xix la burgesia de Gran Canària i Tenerife es decanten majoritàriament per participar de la política espanyola en vies de democratització.

La Bandera de l'Ateneu, primera bandera nacionalista. (1907)

## Inicis del nacionalisme canari organitzat
Encara que hi havia hagut manifestacions sobiranistes com aixecaments i motins des de la conquesta, difícilment podríem classificar aquestes manifestacions com a nacionalistes. És a la fi del segle xix quan els nacionalistes canaris comencen a agrupar-se en organitzacions polítiques més o menys importants. En part, compartint escenari polític amb el moviment obrer, i vinculat amb les comunitats canàries emigrants en països com Cuba o Veneçuela. En aquest escenari naixeria en Tenerife a inicis del segle XX el PPA (Partit Popular Autonomista), vinculat a l'Associació Obrera Canària.
Nicolás Estévanez, José Cabrera Díaz i, sobretot, Secundino Delgado patiren i denuncien la nova realitat colonial, derivada de l'incompliment dels pactes i la fi de la coexistència de canaris i naturals de la resta de territoris espanyols. Secundino Delgado dona veu al moviment amb les seves publicacions (El Guanche, Vacaguaré i altres), en bona part, il·legalitzades i/o publicades en altres països. Per això alguns li consideren el pare del nacionalisme canari. Secundino Delgado va estar en un primer moment vinculat a l'independentisme cubà de caràcter anarquista, fundant posteriorment un periòdic independentista canari a Caracas anomenat El Guanche. L'escassa consciència nacional existent en aquests moments a Canàries, unida al fet que el moviment obrer canari es trobava encara en període de formació (i amb poca consciència de classe), així com el temor a una invasió per part d'Anglaterra o EUA va dur a Secundino adoptar opcions més pragmàtiques, intentant aglutinar independentistes, autonomistes i federalistes.
Nicolás Estévanez, republicà federal que arribarà a ser Ministre de Guerra durant la Primera República Espanyola arribarà a defensar l'autonomia de Canàries.
El 1924, a Cuba té lloc la fundació del Partit Nacionalista Canari (PNC). Un dels seus fundadors va ser José Cabrera Díaz, antic líder de l'Associació Obrera Canària. El primer PNC va adoptar la bandera que es va hissar en 1907 a l'Ateneu de San Cristóbal de La Laguna durant les protestes contra els excessos estatals. Va durar pocs anys, encara que el 1982 va ser refundat.
Durant la segona república espanyola, el moviment nacionalista va passar desapercebut (encara que es va arribar a proposar un estatut d'autonomia que no va quallar a causa de la guerra). No obstant això, des d'alguns sectors del Partit Comunista d'Espanya (PCE) va arribar a defensar-se l'autodeterminació, i fins i tot la independència de Canàries, en part per l'assumpció del principi leninista del "dret a la autoderminació dels pobles", encara que sense excloure tampoc una anàlisi de la realitat econòmica de l'Arxipèlag que durà a autors com Guillermo Ascanio a qualificar la situació de Canàries com a "semicolonial". El Front Únic Revolucionari (FUR), format el 1934 pel PCE i el PSOE també va incloure en el seu programa "l'alliberament de Canàries de l'opressió de l'Imperialisme espanyol i el dret a l'autodeterminació fins a la seva constitució en estat independent si aquesta fos la seva voluntat"

Bandera adoptada pel Moviment Canarias Libre

## El nacionalisme en la dictadura
Durant la dictadura franquista tota oposició al règim va ser durament reprimida. En aquest marc de repressió, no obstant això, van assolir organitzar-se grups com el Movimiento Canarias Libre el 1959, fundat pels coneguts activistes d'esquerra Fernando Sagaseta i Carlos Suarez. Molts dels membres de Canaraes Libre foren detinguts i empresonats, i l'organització fou desarticulada. La majoria dels seus militants acabaria integrant-se en el Partit Comunista d'Espanya (PCE).
En 1964 el MPAIAC (Moviment Per l'Autodeterminació i Independència de l'Arxipèlag Canari) es funda en l'exili, a Algèria. A aquest grup se li atribuí responsabilitat en la lluita armada dels DAC (Destacamentos Armados Canarios) i les FAG (Fuerzas Armadas Guanches) com a contrapartida per l'assassinat per part de la policia de dos activistes del moviment. El seu líder Antonio Cubillo, advocat laboralista que va arribar a formar part de Canarias Libre, es convertiria en una de les principals figures del nacionalisme canari, encara que seria expulsat finalment del MPAIAC per a fundar el CNC (Congreso Nacional de Canarias). Se'l suposa creador de la Bandera tricolor canària amb set estrelles verdes que, ara per ara, és usada per militants de tot l'espectre nacionalista canari.
En 1968, els estats africans voten a favor del dret d'autodeterminació per a Canàries per considerar que és una part integrant d'Àfrica i no d'Espanya.

## Nacionalisme canari en la Transició
L'orientació eurocomunista del Partit Comunista d'Espanya a inicis dels anys 70 va suposar el descontentament d'alguns sectors marxista-leninistas que acabaran organitzant-se en l'Oposició d'Esquerres del PCE (OPI). L'OPI, en la qual van participar antics militants de Canarias Libre, va donar origen a diversos partits com el Partit d'Unificació Comunista de Canàries (autodeterminista), Cèl·lules Comunistes (autodeterminista, o el Partit Comunista Canari - provisional (independentista).
Cèl·lules Comunistes i el Partit Comunista Canari provisional s'uniran en 1977 en una coalició denominada Poble Canari Unit, liderada per Fernando Sagaseta i Carlos Suárez. En aquests moments també comencen a organitzar-se el Sindicat Obrer Canari (SOC) i la Confederació Canària de Treballadors (CCT). El MPAIAC comença a viure una sèrie de conflictes interns derivats del descontentament de les posicions del seu dirigent Antonio Cubillo. L'intent d'assassinat de Cubillo per part dels serveis secrets espanyols en 1979, i el qual partits polítics i mitjans de comunicació responsabilitzessin al MPAIAC de l'accident de Los Rodeos de 1977 van restar molta força a l'organització. Les divisions internes van dur que a vegades arribessin a existir fins i tot dues organitzacions denominades MPAIAC. El braç polític, Partit dels Treballadors Canaris (PTC) acabarà per escindir-se del MPAIAC.
En 1979, Poble Canari Unit, Cèl·lules Comunistes, Partit Comunista Canari - provisional, Partit Socialista de Canàries i el Partit d'Unificació de Canàries formen Unió del Poble Canari (UPC). En aquest any UPC va anar la tercera força més votada en les illes i va tenir representació en les corts espanyoles. La intenció d'UPC d'intentar atreure a altres formacions polítiques més moderades com la Confederació Autònoma Nacionalista Canària (CANC) o Assemblea Canària, els primers cristians de base i els segons socialistes autogestionario, van suposar el descontentament de sectors com els "radicals de base de PCU". Aquests conflictes van suposar la desintegració d'UPC.

## Nacionalisme canari en la democràcia
Canàries compte amb un estatut d'autonomia que data de 1982. Unió del Poble Canari es va desintegrar i va dividir en nombrosos grups. El que va assolir major èxit electoral fou Izquierda Nacionalista Canaria, procedent de la CANC i que es presentaria en coalició amb Assemblea Canària. No obstant això, el suport electoral aconseguit pels altres grups resultants de la dissolució d'UPC, com Unió de Nacionalistes d'Esquerra (procedent del Partit d'Unificació Comunista de Canàries), o el Partit Comunista del Poble Canari (secció canària del Partit Comunista dels Pobles d'Espanya va ser molt escàs.
El Partit dels Treballadors Canaris (PTC), els radicals de base de PCU i altres grups minoritaris originarien el Front Popular per la Independència de Canàries (FREPIC-AWAÑAK). Antonio Cubillo, per la seva banda, fundaria al seu retorn de l'exili a Algèria el Congrés Nacional de Canàries (CNC). En 1991, Assemblea Canària Nacionalista, Izquierda Unida Canaria (secció canària d'Esquerra Unida i Unió de Nacionalistes d'Esquerra formen ICAN.
Des de 1993, el govern autonòmic ha estat detingut pel partit Coalició Canària, coalició de centredreta (encara que aglutinés en els seus inicis a organitzacions d'esquerra com ICAN o Assemblea Majorera que uneix nacionalistes, regionalistes i insularistes. Coalició Canària defineix a Canàries com a nació en el seu ideari i ha acceptat recentment l'ús de la bandera de les set estrelles verdes, a més de mostrar el seu desig d'oficialitzar-la, encara que no defensa la independència de Canàries.

## Nacionalisme canari en l'actualitat
Segons un estudi del Centre d'Investigacions Sociològiques de desembre de 2005, el 29,8% de la població se sent més canari que espanyol i el 6,7% únicament canari.
Actualment existeixen gran quantitat d'organitzacions i partits polítics que s'autoanomenen nacionalistes, la majoria accepta la bandera de les set estrelles encara que les seves reivindicacions sobiranistes són molt diferents entre ells. Una llista seria molt llarga, però, a tall d'exemple, partits que es consideren nacionalistes són: CC (Coalició Canària), PNC (Partit Nacionalista Canari), NC (Nova Canàries) i altres més minoritaris com APC (Alternativa Popular Canària), ANC (Alternativa Nacionalista Canària) i UP (Unitat del Poble). També existeixen corrents sindicals nacionalistes representades per les sigles FSOC (Front Sindical Obrer Canari), IC (Intersindical Canària) el STEC (Sindicat de Treballadors de l'Ensenyament de Canàries) i el SEC (Sindicat d'Estudiants Canari), i organitzacions juvenils com Azarug. En 2007 el diari El Dia, un dels periòdics més llegits de les illes, ha abraçat en el seu contingut els principis sobiranistes i a les seves pàgines hi ha cabuda per a opinions i projectes de nacionalistes canaris històrics.
Des de fa un temps, l'històric líder Antonio Cubillo hi publica un "Avantprojecte de Constitució de la República Federal Canària" que ha generat debat en diversos mitjans de les illes. Tots els partits majoritaris de Canàries van mostrar el seu rebuig a aquest projecte.